# Ville-devant-Belrain
Ville-devant-Belrain é uma comuna francesa na região administrativa de Grande Leste, no departamento de Meuse. Estende-se por uma área de 6,12 km². Em 2010 a comuna tinha 35 habitantes (densidade: 5,7 hab./km²).